# Улица Академика Ермольевой
Улица Акаде́мика Ермо́льевой — улица на северо-западе Москвы в районе Щукино Северо-Западного административного округа от Живописной улицы до улицы Гамалеи.

## Происхождение названия
Проектируемый проезд № 4826 получил название улица Академика Ермольевой в ноябре 2020 года в честь советского эпидемиолога Зинаиды Ермольевой (1898—1974). В 1942 году под её руководством был разработан способ получения отечественного пенициллина, что помогло спасти жизни сотен тысяч советских солдат во время Великой Отечественной войны.

## Описание
Улица начинается от Живописной улицы, проходит на восток до улицы Гамалеи.